# Норт Логан (Јута)
Норт Логан (енгл. North Logan) град је у америчкој савезној држави Јута.

## Демографија
По попису из 2010. године број становника је 8.269, што је 2.106 (34,2%) становника више него 2000. године.
| Група             | 2000.         | 2010.         |
| Белци             | 5.706 (92,6%) | 7.288 (88,1%) |
| Афроамериканци    | 30 (0,5%)     | 28 (0,3%)     |
| Азијати           | 124 (2,0%)    | 232 (2,8%)    |
| Хиспаноамериканци | 222 (3,6%)    | 520 (6,3%)    |
| Укупно            | 6.163         | 8.269         |